# هنگامه ۲
هنگامه ۲ (به هندی: Hungama 2) یا غوغا ۲ فیلمی محصول سال ۲۰۲۱ و به کارگردانی پریادارشان است. در این فیلم بازیگرانی همچون پارش راوال، شیلپا شتی، مزان جعفری، پرانیتا سوبهاش، راجپال یاداو، تیکو تالسانیا، اشوتوش رانا، مانوج جوشی، جانی لور و آکشای کانا ایفای نقش کرده‌اند.
این فیلم دنباله فیلم هنگامه می‌باشد.